# الهجوم السريع
الهجوم السريع هو فيلم جريمة تشويقي بريطاني صدر عام 2011 من إخراج إليوت ليستر وبطولة جيسون ستاثام و بادي كونسيدين تم طرح الفيلم في المملكة المتحدة في الـ22 من شهر مايو 2011 الفيلم مستوحى من قصة كين برون بنفس أسم الفيلم

## طاقم التمثيل
- جيسون ستاثام بدور المحقق الرقيب (توم برانت)
- بادي كونسيدين بدور الرقيب (بورتر ناش)
- آيدن جيلن بدور (بيري وايس)

## روابط خارجية
- الهجوم السريع على موقع IMDb (الإنجليزية)
- الهجوم السريع على موقع روتن توميتوز (الإنجليزية)
- الهجوم السريع على موقع نتفليكس (الإنجليزية)
- الهجوم السريع على موقع قاعدة بيانات الأفلام العربية
- الهجوم السريع على موقع ألو سيني (الفرنسية)
- الهجوم السريع على موقع Turner Classic Movies (الإنجليزية)
- الهجوم السريع على موقع أول موفي (الإنجليزية)
- الهجوم السريع على موقع فيلمافينيتي (الإسبانية)
- الهجوم السريع على موقع قاعدة بيانات الأفلام السويدية (السويدية)
- الهجوم السريع على موقع قاعدة بيانات الفيلم (الإنجليزية)